# Dolores (El Salvador)
Dolores é um município do departamento de Cabañas, em El Salvador. Sua população estimada em 2013 era de 3 290 habitantes.